# UCI-Weltmeisterschaften

Das Regenbogentrikot wird von amtierenden Weltmeistern im Radsport getragen.

Die UCI-Weltmeisterschaften sind eine Reihe von Veranstaltungen an jährlich wechselnden Orten, in denen der Radsport-Weltverband UCI seine Weltmeister bestimmt. Im allgemeinen Sprachgebrauch ist auch von Radsport-Weltmeisterschaften oder ähnlichen Bezeichnungen die Rede. Die größte dieser Veranstaltungen sind die Straßenradsport-Weltmeisterschaften.
Der Radsport wird von der UCI in eine Reihe von Disziplinen mit verschiedenen Wettbewerben unterteilt. Ein Wettbewerb kann in mehreren Kategorien (Elite/U23/Junioren) ausgetragen werden. Weltmeistertitel werden jeweils für einen Wettbewerb in einer bestimmten Kategorie vergeben. Den Titelträgern wird das Regenbogentrikot verliehen, das sie bis zur nächsten Weltmeisterschaft tragen dürfen (und müssen), allerdings nur in Austragungen desselben Wettbewerbs und derselben Kategorie.
Die Veranstaltungsformate waren im Laufe der Zeit vielen Änderungen unterworfen und orientieren sich nicht strikt an der Einteilung in Disziplinen. Mit Stand 2024 gab es 21 unterschiedliche, jährlich ausgetragene Weltmeisterschafts-Veranstaltungen der UCI, bei denen Weltmeister in 40 verschiedenen Wettbewerben ausgetragen wurden. Bedeutung und Prestige dieser Meisterschaften variieren erheblich.

## Geschichte
Die ersten Weltmeisterschaften im Radsport wurden 1893 von der International Cycling Association (ICA) ausgetragen, einer Vorläufer-Organisation der UCI, welche die Ausrichtung ab 1900 übernahm. Diese Wettbewerbe fanden zunächst ausschließlich im Bahnradsport statt. Die ICA-Weltmeisterschaften werden von der UCI anerkannt, ihre Titelträger sind in den Palmarès der UCI aufgeführt.
1921 gab es erstmals Weltmeisterschaften im Straßenradsport. Die Wettbewerbe auf Bahn und Straße fanden bis einschließlich 1995 in enger Verbindung zueinander statt, üblicherweise im selben Land und kurz nacheinander. Für diesen Zeitraum ist daher oft schlicht von Radsport-Weltmeisterschaften die Rede. 1930 folgten Wettkämpfe im Radball und 1956 im Kunstradfahren, deren Weltmeisterschaften aber bald eigene Wege gingen, ebenso wie Cyclocross (Querfeldein) ab 1950.
In den Disziplinen Straße, Bahn und Cyclocross wurde zwischen Profis und Amateuren unterschieden. Manche Wettbewerbe wurden für beide Kategorien getrennt ausgetragen, andere waren ausschließlich Amateuren oder ausschließlich Profis vorbehalten. In den 1990er Jahren wurde die Trennung aufgehoben; es gibt seither nur noch die Alterskategorie Elite, die alle Athleten ab 23 Jahren umfasst. Wo Weltmeisterschaften für Profis und für Amateure gehalten wurden, sieht die UCI die Profi-Weltmeisterschaften als Vorgänger der Elite-Wettbewerbe. Als Ersatz für die Amateur-Kategorie wurde die Altersklasse U23 eingeführt. Weltmeisterschaften für Frauen gab es erstmals 1958, für Junioren, also 17- und 18-Jährige, seit 1975.
Ab den 1990er Jahren expandierte die UCI in eine Reihe weitere Disziplinen, so dass sich die Anzahl ausgetragener Weltmeisterschaften vervielfachte. 1986 kam Trial hinzu, 1990 Mountainbikesport. In einigen Fällen reagierte der Verband auf Entwicklungen, die von außen kamen. Dies gilt etwa für den BMX-Rennsport, der zunächst von der separaten International BMX Federation (I.BMX.F) organisiert wurde, die 1996 in der UCI aufging, oder für die vom Unternehmen Red Bull geschaffenen Pumptrack-Weltmeisterschaften, bei denen die UCI mit dem Veranstalter eine Partnerschaft einging. Im Paracycling übernahm sie die Verantwortung für Weltmeisterschaften vom Internationalen Paralympischen Komitee. Weitere neue Disziplinen mit Weltmeisterschaften sind BMX-Freestyle (2017), E-Cycling (2020) sowie Gravelrennen (2022).

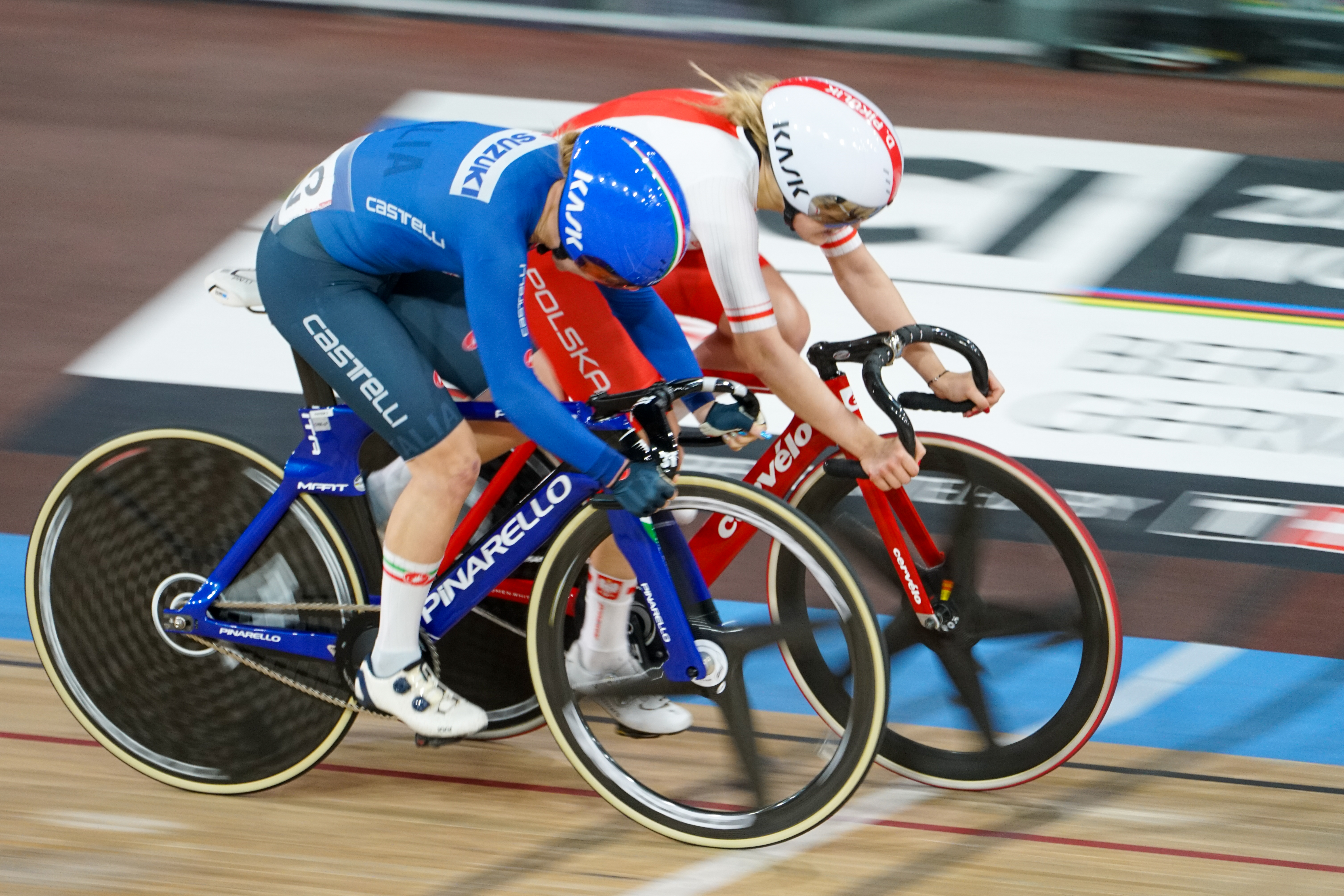
Zwischensprint im Omnium bei der Bahn-WM 2020 in Berlin
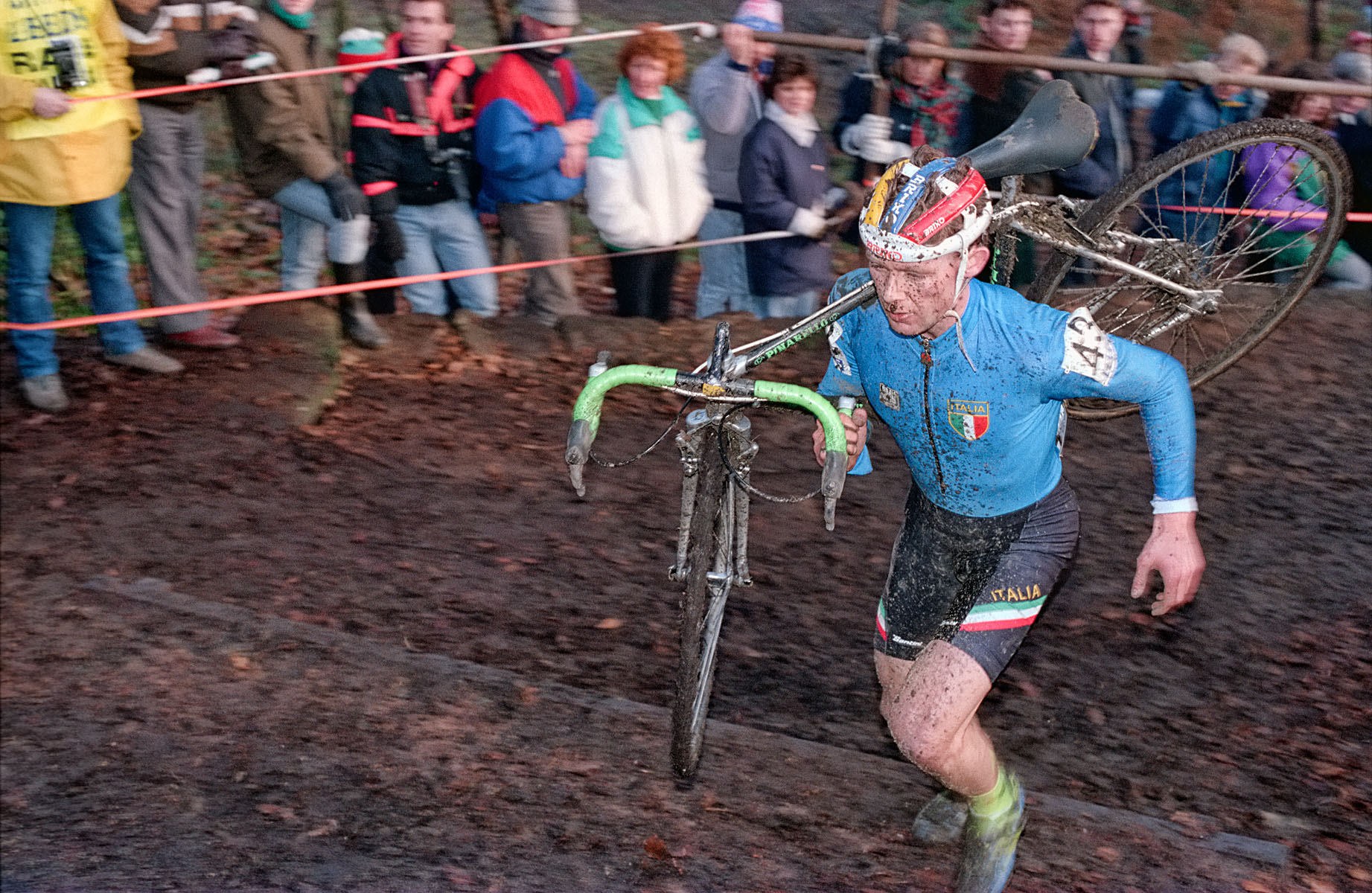
Der Italiener Daniele Pontoni bei seinem Sieg in der Querfeldein-WM 1992
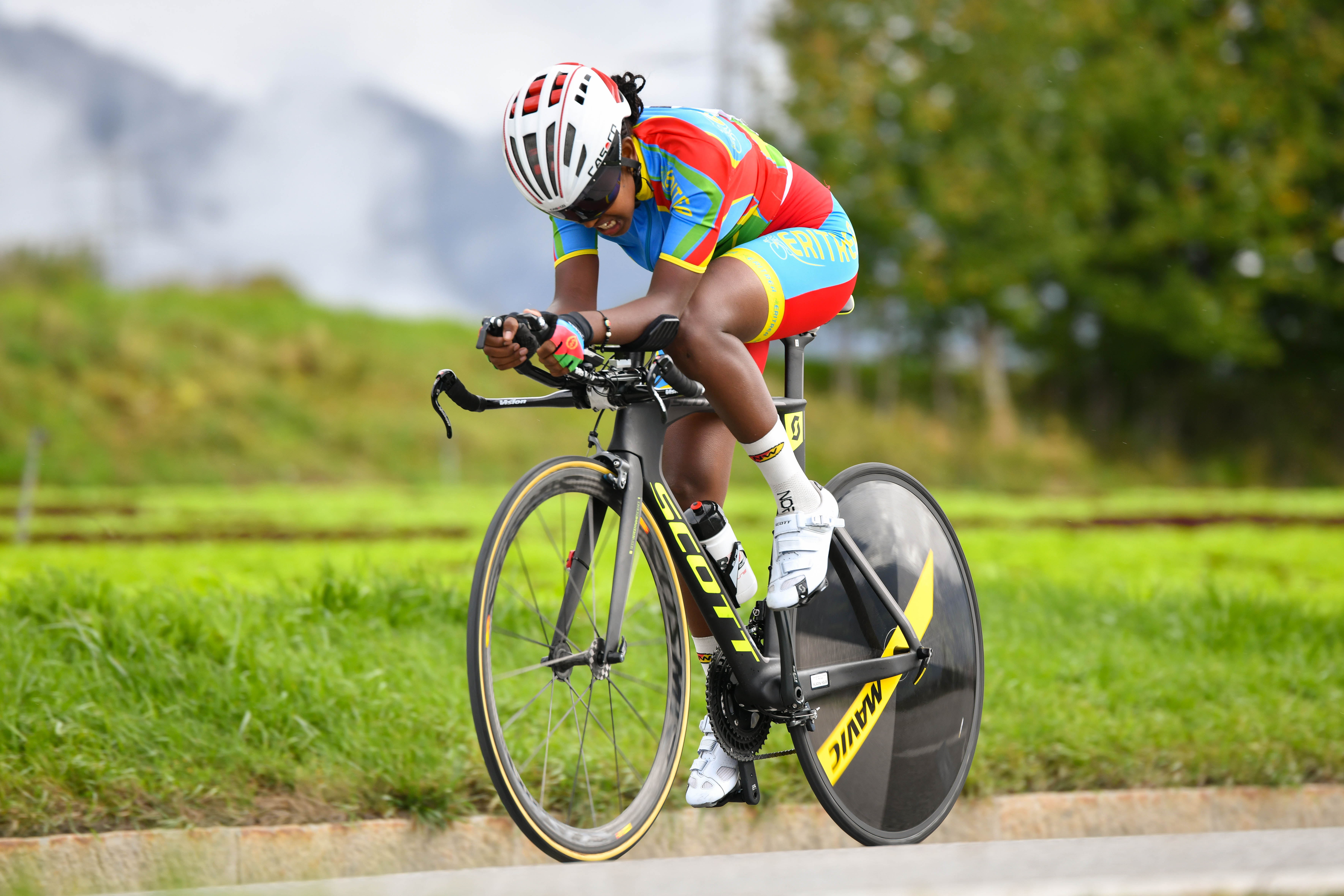
Die Eritreerin Desiet Kidane im Einzelzeitfahren der Straßen-WM 2018
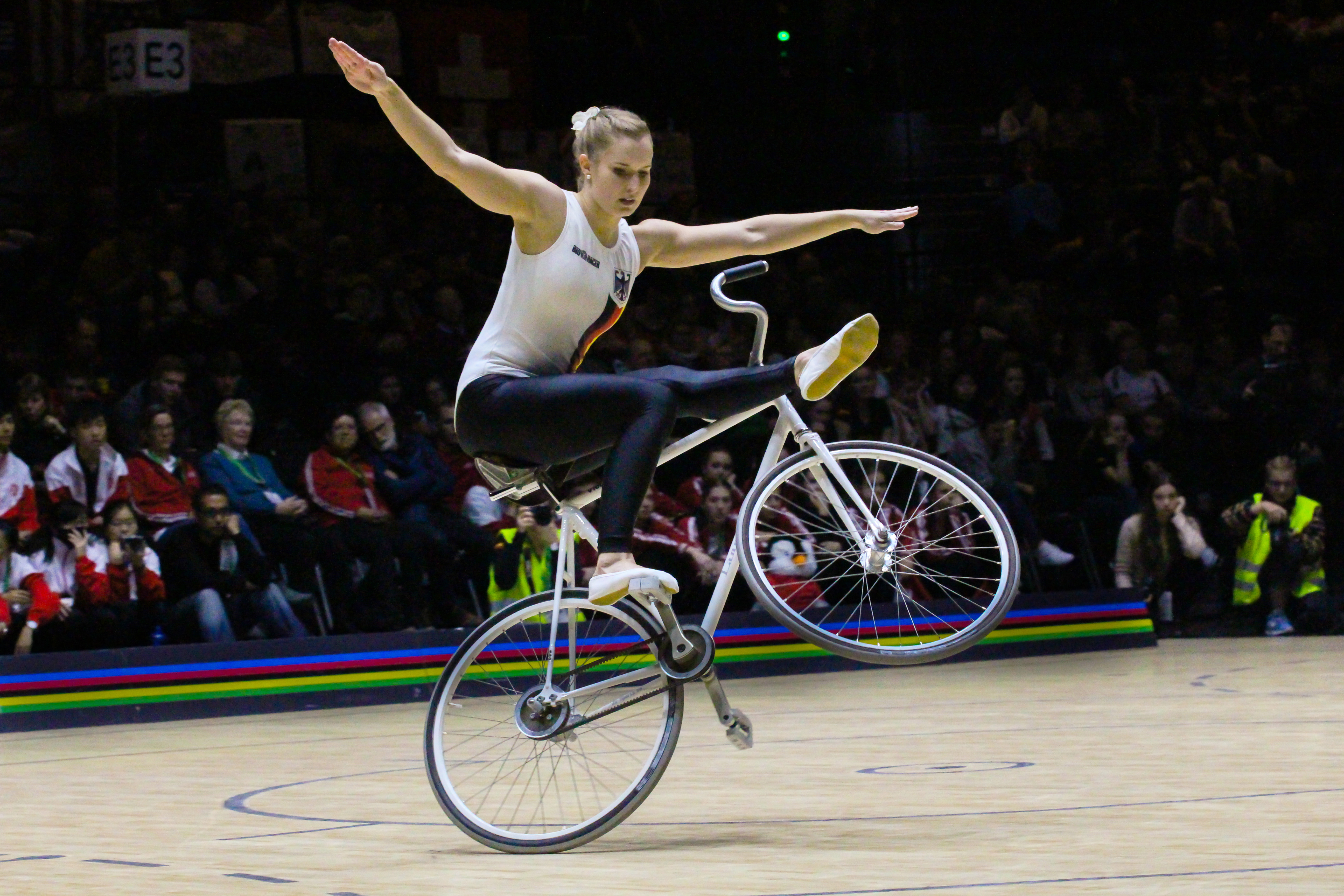
Viola Brand bei der Hallen-WM 2019
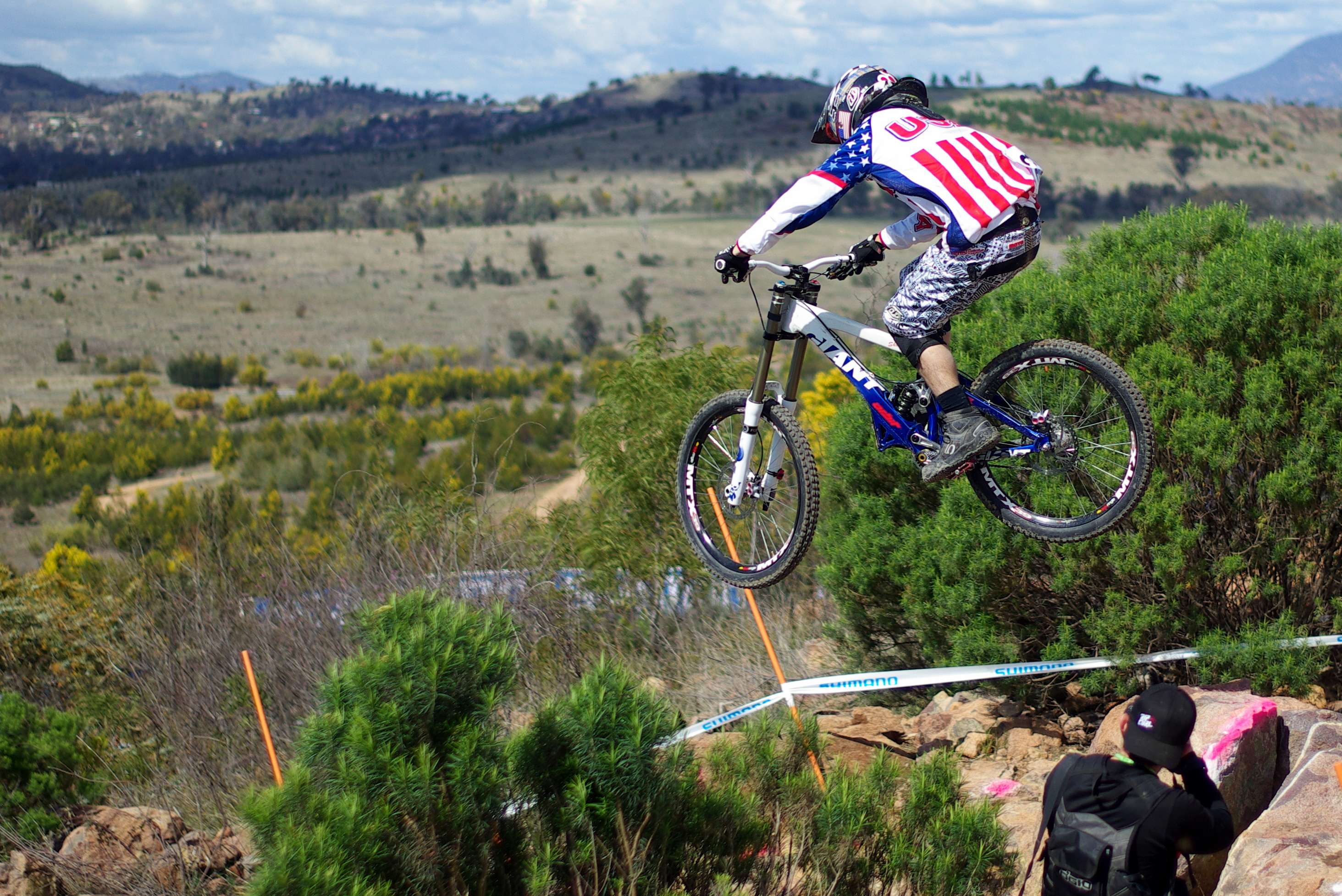
Downhill bei den Mountainbike-Weltmeisterschaften 2009

Mit den Radsport-Weltmeisterschaften 2023 in Glasgow richtete der Verband erstmals eine Großveranstaltung aus, bei der fast alle Disziplinen des Radsports gemeinsam ihre Weltmeister ermittelten. Dies soll sich in Zukunft alle vier Jahre wiederholen, den Zuschlag für 2027 mit einem nochmals erweiterten Programm bekam die französische Region Haute-Savoie.
Die Daten von Auswirkungsstudien, die die UCI jährlich in Auftrag gibt, zeigen die stark unterschiedlichen sportlichen und wirtschaftlichen Dimensionen der verschiedenen Weltmeisterschafts-Veranstaltungen. Für die fünf größten Veranstaltungsformate mit weltweiter Fernseh-Übertragung ergaben sich 2018 und 2019 unter anderem folgende Daten:
| Veranstaltung         | Austragungsort | Teilnehmerländer | Wertschöpfung | Kumulierte TV-Zuschauer |
| --------------------- | -------------- | ---------------- | ------------- | ----------------------- |
| Straßen-WM 2018       | Innsbruck      | 77               | 39,8 Mio. €   | 250 Mio.                |
| Straßen-WM 2019       | Harrogate      | 67               | 28,2 Mio. €   | 329 Mio.                |
| Bahn-WM 2018          | Apeldoorn      | 40               | 02,3 Mio. €   | 170 Mio.                |
| Cyclocross-WM 2019    | Bogense        | 24               | 03,6 Mio. €   | 051 Mio.                |
| Mountainbike-WM 2018  | Lenzerheide    | 57               | 11,5 Mio. €   | 046 Mio.                |
| BMX-Rennsport-WM 2019 | Heusden-Zolder | 37               | 04,1 Mio. €   | 013 Mio.                |

Für die übrigen Weltmeisterschafts-Formate liegen keine vergleichbaren Daten vor, da sie nicht dieselbe mediale Verbreitung genießen.

## Wettbewerbe
Die untenstehende Tabelle gibt die derzeitige Einteilung der Disziplinen und die regelmäßigen Austragungsformate wieder. Für die von der UCI verwendeten Alterskategorien Elite, Unter 23 und Junioren ist angegeben, seit wann die Titelkämpfe jeweils offiziell ausgetragen werden. Alle Wettbewerbe finden jährlich statt. Die Wettbewerbsformate und die Zahl der Wettbewerbe waren im Laufe der Zeit zahlreichen Änderungen unterworfen.
Nicht alle von der UCI regulierten Wettbewerbe besitzen eine Weltmeisterschaft. Auf nationaler und kontinentaler Ebene werden oft andere bzw. nicht alle der unten aufgeführten Wettbewerbe ausgetragen und ggfs. in anderen Altersklassen.
| Veranstaltung              | Wettbewerb                  | Kategorie | Kategorie | Kategorie  | Kategorie  | Kategorie | Kategorie   | Ehemalige Wettbewerbe |
| Veranstaltung              | Wettbewerb                  | Männer    | Frauen    | Männer U23 | Frauen U23 | Junioren  | Juniorinnen | Ehemalige Wettbewerbe |
| -------------------------- | --------------------------- | --------- | --------- | ---------- | ---------- | --------- | ----------- | --- |
| Straßenradsport            |                             |           |           |            |            |           |             | |
| Straßen-WM                 | Straßenrennen               | 1927      | 1958      | 1996       | 2022       | 1975      | 1987        | - Straßenrennen: Amateure (1921–1995) - Mannschaftszeitfahren: Vierer-Amateure (1962–1994) Vierer-Frauen (1987–1994) Vierer-Junioren (1975–1993) Sechser-Männer (2012–2018) Sechser-Frauen (2012–2018) |
| Straßen-WM                 | Einzelzeitfahren            | 1994      | 1994      | 1996       | 2022       | 1994      | 1994        | - Straßenrennen: Amateure (1921–1995) - Mannschaftszeitfahren: Vierer-Amateure (1962–1994) Vierer-Frauen (1987–1994) Vierer-Junioren (1975–1993) Sechser-Männer (2012–2018) Sechser-Frauen (2012–2018) |
| Straßen-WM                 | Mixed-Staffel               | 2019      | 2019      | –          | –          | –         | –           | - Straßenrennen: Amateure (1921–1995) - Mannschaftszeitfahren: Vierer-Amateure (1962–1994) Vierer-Frauen (1987–1994) Vierer-Junioren (1975–1993) Sechser-Männer (2012–2018) Sechser-Frauen (2012–2018) |
| Bahnradsport               |                             |           |           |            |            |           |             | |
| Bahn-WM Junioren-Bahn-WM   | Sprint                      | 1895      | 1958      | –          | –          | 1975      | 1987        | - Sprint: Amateure (1893–1991) - Einerverfolgung: Amateure (1946–1991) - Punktefahren: Amateure (1977–1991) - Steherrennen: Profis (1895–1994) Amateure (1893–1992) - Tandem: Amateure (1966–1994)     |
| Bahn-WM Junioren-Bahn-WM   | Einerverfolgung             | 1946      | 1958      | –          | –          | 1975      | 1987        | - Sprint: Amateure (1893–1991) - Einerverfolgung: Amateure (1946–1991) - Punktefahren: Amateure (1977–1991) - Steherrennen: Profis (1895–1994) Amateure (1893–1992) - Tandem: Amateure (1966–1994)     |
| Bahn-WM Junioren-Bahn-WM   | Mannschaftsverfolgung       | 1962      | 2008      | –          | –          | 1975      | 2008        | - Sprint: Amateure (1893–1991) - Einerverfolgung: Amateure (1946–1991) - Punktefahren: Amateure (1977–1991) - Steherrennen: Profis (1895–1994) Amateure (1893–1992) - Tandem: Amateure (1966–1994)     |
| Bahn-WM Junioren-Bahn-WM   | Zeitfahren                  | 1966      | 1995      | –          | –          | 1977      | 1995        | - Sprint: Amateure (1893–1991) - Einerverfolgung: Amateure (1946–1991) - Punktefahren: Amateure (1977–1991) - Steherrennen: Profis (1895–1994) Amateure (1893–1992) - Tandem: Amateure (1966–1994)     |
| Bahn-WM Junioren-Bahn-WM   | Keirin                      | 1980      | 2002      | –          | –          | 2002      | 2002        | - Sprint: Amateure (1893–1991) - Einerverfolgung: Amateure (1946–1991) - Punktefahren: Amateure (1977–1991) - Steherrennen: Profis (1895–1994) Amateure (1893–1992) - Tandem: Amateure (1966–1994)     |
| Bahn-WM Junioren-Bahn-WM   | Punktefahren                | 1980      | 1988      | –          | –          | 1975      | 1989        | - Sprint: Amateure (1893–1991) - Einerverfolgung: Amateure (1946–1991) - Punktefahren: Amateure (1977–1991) - Steherrennen: Profis (1895–1994) Amateure (1893–1992) - Tandem: Amateure (1966–1994)     |
| Bahn-WM Junioren-Bahn-WM   | Teamsprint                  | 1995      | 2007      | –          | –          | 1998      | 2007        | - Sprint: Amateure (1893–1991) - Einerverfolgung: Amateure (1946–1991) - Punktefahren: Amateure (1977–1991) - Steherrennen: Profis (1895–1994) Amateure (1893–1992) - Tandem: Amateure (1966–1994)     |
| Bahn-WM Junioren-Bahn-WM   | Madison                     | 1995      | 2017      | –          | –          | 2002      | 2017        | - Sprint: Amateure (1893–1991) - Einerverfolgung: Amateure (1946–1991) - Punktefahren: Amateure (1977–1991) - Steherrennen: Profis (1895–1994) Amateure (1893–1992) - Tandem: Amateure (1966–1994)     |
| Bahn-WM Junioren-Bahn-WM   | Scratch                     | 2002      | 2002      | –          | –          | 2002      | 2002        | - Sprint: Amateure (1893–1991) - Einerverfolgung: Amateure (1946–1991) - Punktefahren: Amateure (1977–1991) - Steherrennen: Profis (1895–1994) Amateure (1893–1992) - Tandem: Amateure (1966–1994)     |
| Bahn-WM Junioren-Bahn-WM   | Omnium                      | 2007      | 2009      | –          | –          | 2007      | 2009        | - Sprint: Amateure (1893–1991) - Einerverfolgung: Amateure (1946–1991) - Punktefahren: Amateure (1977–1991) - Steherrennen: Profis (1895–1994) Amateure (1893–1992) - Tandem: Amateure (1966–1994)     |
| Bahn-WM Junioren-Bahn-WM   | Ausscheidungsfahren         | 2021      | 2021      | –          | –          | 2021      | 2021        | - Sprint: Amateure (1893–1991) - Einerverfolgung: Amateure (1946–1991) - Punktefahren: Amateure (1977–1991) - Steherrennen: Profis (1895–1994) Amateure (1893–1992) - Tandem: Amateure (1966–1994)     |
| Cyclocross                 |                             |           |           |            |            |           |             | |
| Cyclocross-WM              | Einzel                      | 1950      | 2000      | 1996       | 2016       | 1979      | 2020        | - Einzel: Amateure (1967–1993) |
| Cyclocross-WM              | Mixed-Staffel               | 2023      | 2023      | 2023       | 2023       | 2023      | 2023        | - Einzel: Amateure (1967–1993) |
| Mountainbikesport          |                             |           |           |            |            |           |             | |
| Mountainbike-WM            | Cross-Country (olympisch)   | 1990      | 1990      | 1996       | 2006       | 1996      | 1996        | - Dual Slalom: Männer (2000–2001) Frauen (2000–2001) - Four Cross: Männer (2002–2021) Frauen (2002–2021)                                                                                               |
| Mountainbike-WM            | Cross-Country Short Track   | 2021      | 2021      | 2024       | 2024       | –         | –           | - Dual Slalom: Männer (2000–2001) Frauen (2000–2001) - Four Cross: Männer (2002–2021) Frauen (2002–2021)                                                                                               |
| Mountainbike-WM            | Cross-Country Staffelrennen | 1999      | 1999      | 1999       | 1999       | 1999      | 1999        | - Dual Slalom: Männer (2000–2001) Frauen (2000–2001) - Four Cross: Männer (2002–2021) Frauen (2002–2021)                                                                                               |
| Mountainbike-WM            | E-MTB Cross-Country         | 2019      | 2019      | –          | –          | –         | –           | - Dual Slalom: Männer (2000–2001) Frauen (2000–2001) - Four Cross: Männer (2002–2021) Frauen (2002–2021)                                                                                               |
| Mountainbike-WM            | Downhill                    | 1990      | 1990      | –          | –          | 1996      | 1996        | - Dual Slalom: Männer (2000–2001) Frauen (2000–2001) - Four Cross: Männer (2002–2021) Frauen (2002–2021)                                                                                               |
| Mountainbike-Marathon-WM   | Cross-Country Marathon      | 2003      | 2003      | –          | –          | –         | –           | - Dual Slalom: Männer (2000–2001) Frauen (2000–2001) - Four Cross: Männer (2002–2021) Frauen (2002–2021)                                                                                               |
| Mountainbike-Eliminator-WM | Cross-Country Eliminator    | 2012      | 2012      | –          | –          | –         | –           | - Dual Slalom: Männer (2000–2001) Frauen (2000–2001) - Four Cross: Männer (2002–2021) Frauen (2002–2021)                                                                                               |
| Pumptrack-WM               | Pumptrack                   | 2019      | 2019      | –          | –          | –         | –           | - Dual Slalom: Männer (2000–2001) Frauen (2000–2001) - Four Cross: Männer (2002–2021) Frauen (2002–2021)                                                                                               |
| Snowbike-WM                | Super-G                     | 2024      | 2024      | –          | –          | –         | –           | - Dual Slalom: Männer (2000–2001) Frauen (2000–2001) - Four Cross: Männer (2002–2021) Frauen (2002–2021)                                                                                               |
| Snowbike-WM                | Dual Slalom                 | 2024      | 2024      | –          | –          | –         | –           | - Dual Slalom: Männer (2000–2001) Frauen (2000–2001) - Four Cross: Männer (2002–2021) Frauen (2002–2021)                                                                                               |
| Mountainbike-Enduro-WM     | Enduro                      | 2024      | 2024      | –          | –          | –         | –           | - Dual Slalom: Männer (2000–2001) Frauen (2000–2001) - Four Cross: Männer (2002–2021) Frauen (2002–2021)                                                                                               |
| Mountainbike-Enduro-WM     | Elektro-Enduro              | 2024      | 2024      | –          | –          | –         | –           | - Dual Slalom: Männer (2000–2001) Frauen (2000–2001) - Four Cross: Männer (2002–2021) Frauen (2002–2021)                                                                                               |
| BMX-Rennsport              |                             |           |           |            |            |           |             | |
| BMX-Rennsport-WM           | Einzel (20 Zoll)            | 1996      | 1996      | 2022       | 2022       | 1996      | 1996        | - Cruiser: Männer (1996–2010) Frauen (2006–2010) Junioren (1996–2010) Juniorinnen (2006–2010) - Zeitfahren: Männer (2011–2016) Frauen (2011–2016) Junioren (2011–2016) Juniorinnen (2011–2016)         |
| Hallenradsport             |                             |           |           |            |            |           |             | |
| Hallen-WM                  | Radball                     | 1930      | 2023      | –          | –          | –         | –           | - Sechser-Rasenradball: 1930er Jahre - Zweier-Männer: seit 2008 offene Klasse - Vierer: bis 2015 Frauen, seitdem offen                                                                                 |
| Hallen-WM                  | Einer-Kunstrad              | 1956      | 1970      | –          | –          | –         | –           | - Sechser-Rasenradball: 1930er Jahre - Zweier-Männer: seit 2008 offene Klasse - Vierer: bis 2015 Frauen, seitdem offen                                                                                 |
| Hallen-WM                  | Zweier-Kunstrad             | 1986      | 1986      | –          | –          | –         | –           | - Sechser-Rasenradball: 1930er Jahre - Zweier-Männer: seit 2008 offene Klasse - Vierer: bis 2015 Frauen, seitdem offen                                                                                 |
| Hallen-WM                  | Vierer-Kunstrad             | 2005      | 2005      | –          | –          | –         | –           | - Sechser-Rasenradball: 1930er Jahre - Zweier-Männer: seit 2008 offene Klasse - Vierer: bis 2015 Frauen, seitdem offen                                                                                 |
| Trial                      |                             |           |           |            |            |           |             | |
| Urban-Cycling-WM           | 20 Zoll                     | 1995      | 1990      | –          | –          | 1995      | –           | - Andere Altersklassen: Senioren und Elite (1986–1994) Jugend und Junioren (1986–1998) |
| Urban-Cycling-WM           | 26 Zoll                     | 1995      | 1990      | –          | –          | 1995      | –           | - Andere Altersklassen: Senioren und Elite (1986–1994) Jugend und Junioren (1986–1998) |
| Urban-Cycling-WM           | Mannschaft                  | 1986      | 1986      | 1986       | 1986       | 1986      | 1986        | - Andere Altersklassen: Senioren und Elite (1986–1994) Jugend und Junioren (1986–1998) |
| BMX-Freestyle              |                             |           |           |            |            |           |             | |
| Urban-Cycling-WM           | Park                        | 2017      | 2017      | –          | –          | –         | –           | |
| Urban-Cycling-WM           | Flatland                    | 2019      | 2019      | –          | –          | –         | –           | |
| E-Cycling                  |                             |           |           |            |            |           |             | |
| E-Cycling-WM               | Einzel                      | 2020      | 2020      | –          | –          | –         | –           | |
| Gravelrennen               |                             |           |           |            |            |           |             | |
| Gravel-WM                  | Einzel                      | 2022      | 2022      | –          | –          | –         | –           | |

### Paracycling

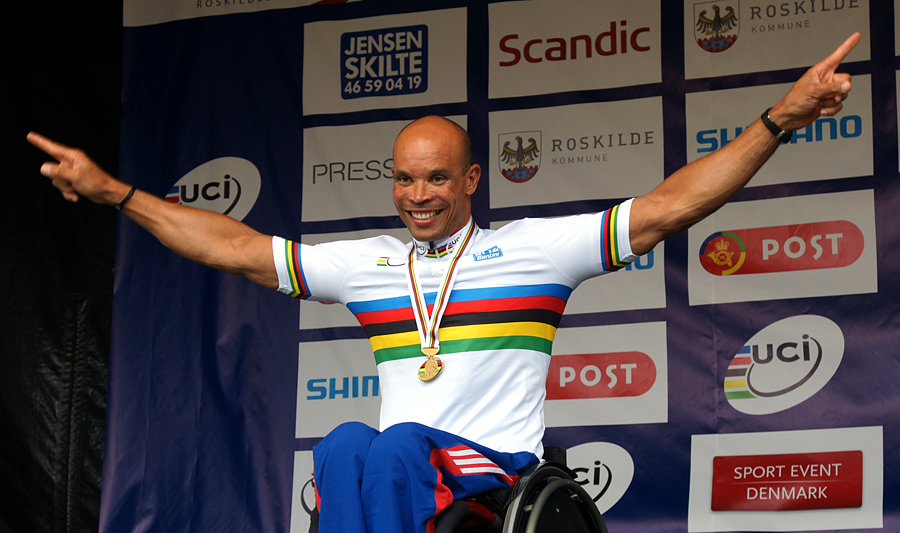
Joël Jeannot, dreimaliger Weltmeister in den Handbiker-Wettbewerben

Das Internationale Paralympische Komitee (IPC) führte seit 1994 alle vier Jahre Paracycling-Weltmeisterschaften auf Straße und Bahn durch. 2006 war die UCI mit seinem Centre Mondial du Cyclisme Ausrichter dieser IPC-Weltmeisterschaften. Bei dieser Gelegenheit wurde beschlossen, die Verantwortung für Paracycling an die UCI zu übertragen. Die Weltmeisterschaften stehen daher seit 2007 unter der Ägide der UCI, wobei die Wettbewerbe auf Straße und auf Bahn ab 2008 getrennt stattfanden.
Im Paracycling wird nicht nach Alterskategorien, sondern nach körperlichen Leistungsklassen unterschieden. Die Einteilung änderte sich im Laufe der Zeit mehrmals, lief aber stets auf die Verwendung von vier Arten Fahrrädern hinaus: Tandems (heute Klasse B), Rennräder (C1–C5), Handbikes (H1–H5) und Dreiräder (T1–T2). Die untenstehende Tabelle gibt daher die pro Wettbewerb verwendeten Sportgeräte wieder. Bei Frauen und Männern werden die Buchstaben W respektive M vor die Klassifikation gesetzt. Genügend Teilnehmer vorausgesetzt, wird jeder Einzel-Wettbewerb einmal pro Leistungsklasse ausgetragen, bei Rennrädern oder Handbikes also bis zu fünfmal. Staffel und Teamsprint finden nur einmal statt, die Mannschaften werden aus Männern und Frauen nach spezifischen Auswahlkriterien zusammengesetzt.
| Veranstaltung          | Wettbewerb       | Klasse | Klasse | Klasse | Klasse | Klasse | Klasse | Klasse | Klasse |
| Veranstaltung          | Wettbewerb       | WB     | MB     | WC     | MC     | WH     | MH     | WT     | MT     |
| ---------------------- | ---------------- | ------ | ------ | ------ | ------ | ------ | ------ | ------ | ------ |
| Paracycling-Straßen-WM | Straßenrennen    | 2007   | 2007   | 2007   | 2007   | 2007   | 2007   | 2009   | 2007   |
| Paracycling-Straßen-WM | Einzelzeitfahren | 2007   | 2007   | 2007   | 2007   | 2007   | 2007   | 2007   | 2007   |
| Paracycling-Straßen-WM | Handbike-Staffel | –      | –      | –      | –      | 2009   | 2009   | –      | –      |
| Paracycling-Bahn-WM    | Sprint           | 2012   | 2007   | –      | –      | –      | –      | –      | –      |
| Paracycling-Bahn-WM    | Zeitfahren       | 2007   | 2007   | 2007   | 2007   | –      | –      | –      | –      |
| Paracycling-Bahn-WM    | Einerverfolgung  | 2007   | 2007   | 2007   | 2007   | –      | –      | –      | –      |
| Paracycling-Bahn-WM    | Teamsprint       | 2020   | 2020   | 2007   | 2007   | –      | –      | –      | –      |
| Paracycling-Bahn-WM    | Scratch          | –      | −      | 2014   | 2014   | –      | –      | –      | –      |
| Paracycling-Bahn-WM    | Omnium           | –      | −      | 2020   | 2020   | –      | –      | –      | –      |

### Weitere Entwicklung
Mit der Einführung der Juniorinnen-Kategorie im Trial ab 2025 soll auch bei Weltmeisterschaften ein entsprechender Wettbewerb eingeführt werden. Für Radpolo und Indoor Cycle Speedway ist 2027 eine WM-Ausrichtung im Rahmen der allgemeinen Radsport-Weltmeisterschaften 2027 geplant.

### Masters, Amateure, Jugend

Variante des Regenbogentrikots für Masters

Weltmeisterschafts-Veranstaltungen für Senioren (Masters) bestehen in den Disziplinen Straße (hier Gran Fondo genannt), Bahn, Cyclocross und Mountainbike. Eine separate Masters-WM für MTB-Marathon gab es bis 2023. Außerdem werden im Rahmen der BMX-WM und der Gravel-WM Senioren-Wettkämpfe abgehalten. Im BMX-Rennen bilden Männer und Frauen je eine einzige Altersgruppe über 30. In den anderen Disziplinen werden Titel, beginnend mit 35 Jahren, in Altersgruppen von jeweils fünf Jahren vergeben, also 35–39 Jahre, 40–44 Jahre und so fort. Im Gran Fondo sowie im Gravelrennen gibt es zusätzlich die Altersgruppe 19–34. Diese steht allen Fahrern offen, die keinem UCI-registrierten Team angehören, nicht im selben Jahr bei der Straßen-WM angetreten sind und keine Punkte in UCI-Weltranglisten gesammelt haben.
Im Gran Fondo werden die Wettbewerbe Straßenrennen und Einzelzeitfahren durchgeführt, auf der Bahn Punktefahren, Scratch, Sprint, Einerverfolgung, Zeitfahren, Mannschaftsverfolgung und Teamsprint. Bei der Mountainbike-WM sind es Cross-Country und Downhill.
Für Kinder und Jugendliche zwischen 9 und 16 Jahren werden jährlich die „UCI World Trial Youth Games“ durchgeführt. Diese finden seit 2000 statt und ersetzen die zuvor im Programm der Trial-Weltmeisterschaften abgehaltenen Wettbewerbe für Kinder und Jugendliche. Darüber hinaus wird im Rahmen der jährlichen BMX-Rennsport-Weltmeisterschaften eine „UCI BMX Racing World Challenge“ für Kinder, Jugendliche und Erwachsene abgehalten. Diese hat jedoch nicht denselben Status wie die eigentliche WM. Es handelt sich um die einzigen beiden direkt von der UCI regulierten Veranstaltungen im Jugend-Bereich.

### Ehemalige Austragungsformate
Eine Reihe von Weltmeisterschafts-Formaten wird aus verschiedenen Gründen nicht mehr durchgeführt:
- Die Straßenradsport-Weltmeisterschaften der Junioren wurden von 1975 bis 1996 sowie von 2005 bis 2009 in enger Verbindung mit den Junioren-Bahn-Weltmeisterschaften ausgetragen, getrennt von den Elite-Wettkämpfen; 2010 wurden sie einmalig als eigenständige Veranstaltung durchgeführt. Zwischen 1997 und 2004 sowie endgültig ab 2011 wurden diese Wettkämpfe in die allgemeinen Straßenradsport-Weltmeisterschaften integriert.
- Die UCI-B-Weltmeisterschaften waren Wettbewerbe auf Straße und Bahn, die es von 1997 bis 2007 gab. Sie richteten sich an Sportlerinnen und Sportler aus Ländern, in denen sich der Radsport noch in der Entwicklung befand, und dienten auch zur Qualifikation für die Olympischen Spiele. Für 2024 war eine Neuauflage geplant,[27][28] die aus unbekannten Gründen nicht mehr verfolgt wird.
- Die UCI-Trial-Weltmeisterschaften fanden von 1986 bis 1999 statt, bevor die Wettkämpfe erst mit den Mountainbike-Weltmeisterschaften fusionierten, dann ab 2017 zusammen mit der neu entstandenen Disziplin BMX-Freestyle die Urban-Cycling-Weltmeisterschaften bildeten. 2021 wurden sie ausnahmsweise nochmals separat ausgetragen.
- Die Weltmeisterschaften im Four Cross fanden von 2013 bis 2015 und von 2017 bis 2019 separat von den übrigen Mountainbike-Weltmeisterschaften statt, aufgrund der speziellen Anforderungen an die Strecke stets in Leogang oder Val di Sole. Nach 2021 verschwand der Wettbewerb aus dem Programm.[29]

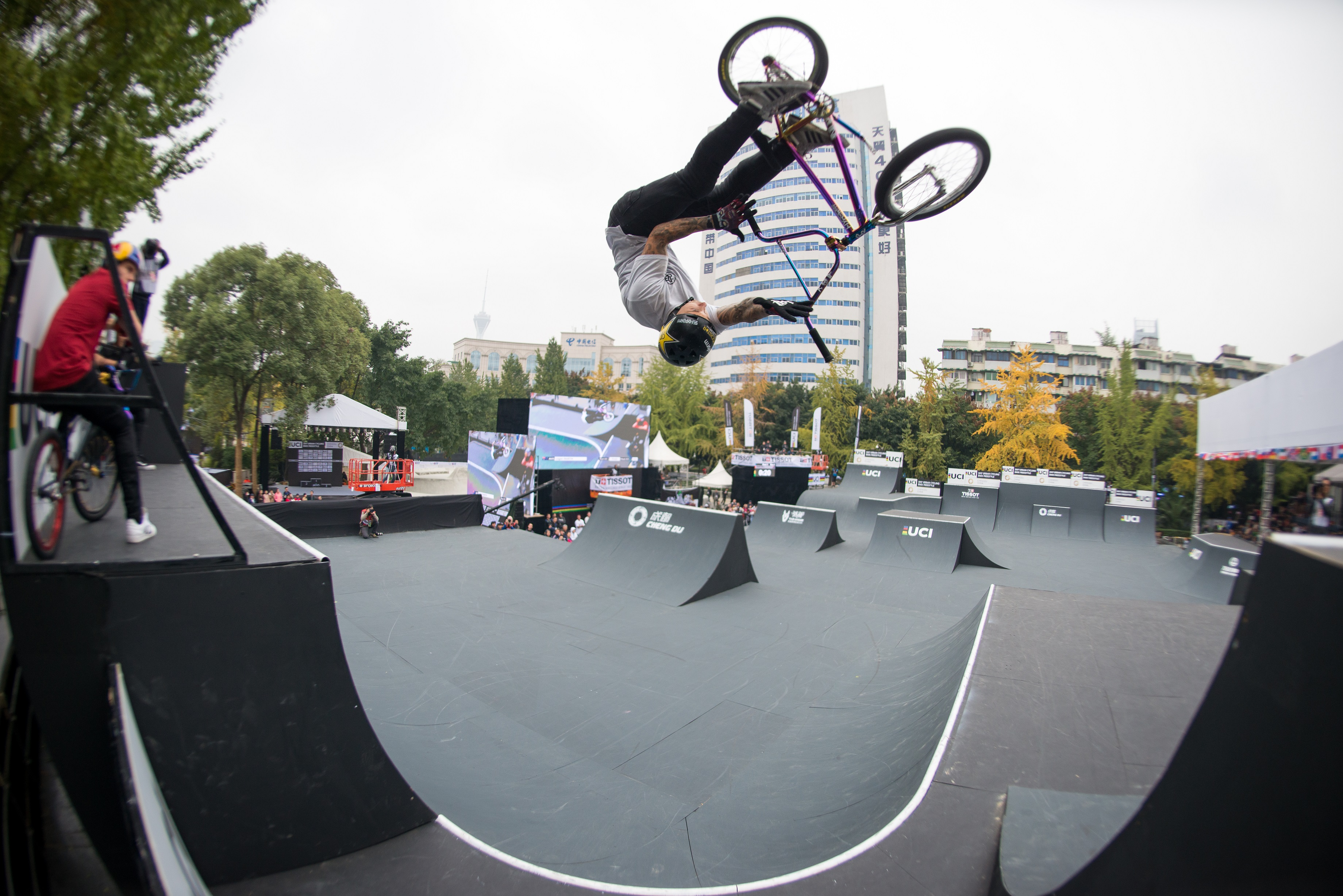
Freestyler Logan Martin bei der Urban-Cycling-WM 2017 in Chengdu
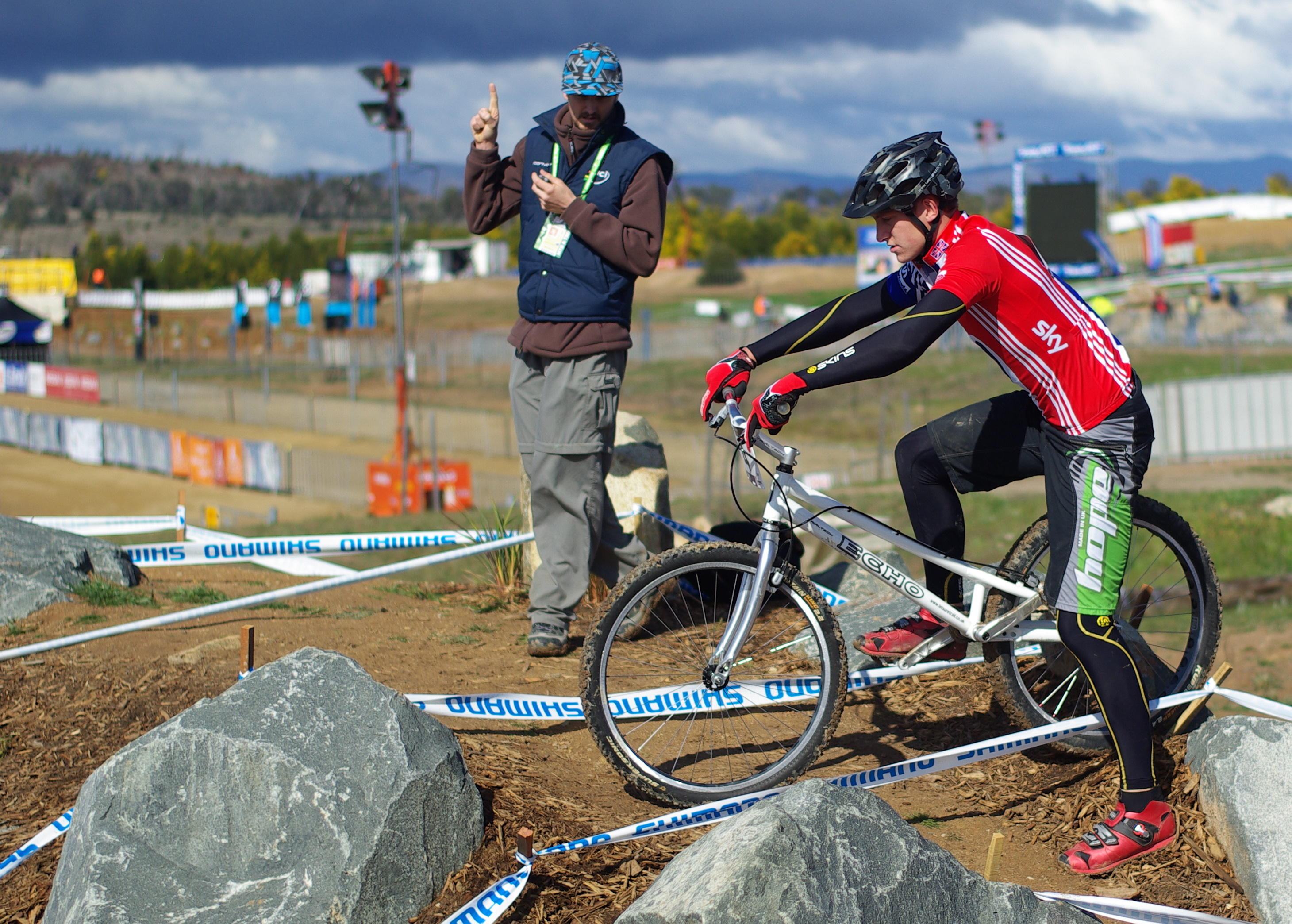
Trial bei der Mountainbike-WM 2009
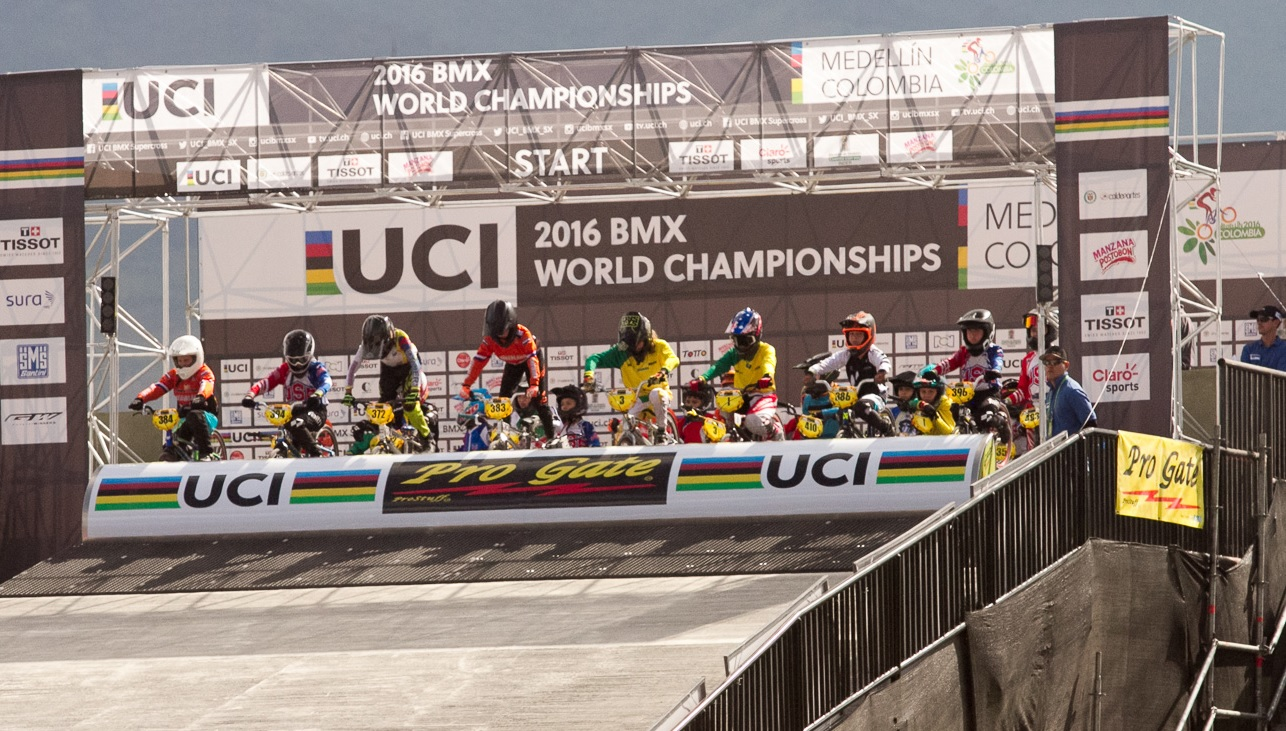
Start eines Rennens bei der BMX-WM 2016 in Medellín